# Blacksmiths Beach
Blacksmiths Beach (do 26 kwietnia 1965 kosa Northwest Spit (43°32′00″N, 65°22′58″W), 26 kwietnia 1965–27 sierpnia 1975 skała The Nubble (43°31′58″N, 65°23′27″W)) – plaża (beach) w kanadyjskiej prowincji Nowa Szkocja, w hrabstwie Shelburne, na północno-zachodnim brzegu wyspy Cape Negro Island (43°31′47″N, 65°23′05″W); nazwa Northwest Spit urzędowo zatwierdzona 4 stycznia 1934.